# Prodasineura villiersi
Prodasineura villiersi är en trollsländeart som beskrevs av Fraser 1948. Prodasineura villiersi ingår i släktet Prodasineura och familjen Protoneuridae. IUCN kategoriserar arten globalt som livskraftig. Inga underarter finns listade i Catalogue of Life.